# Arabika-Massiv

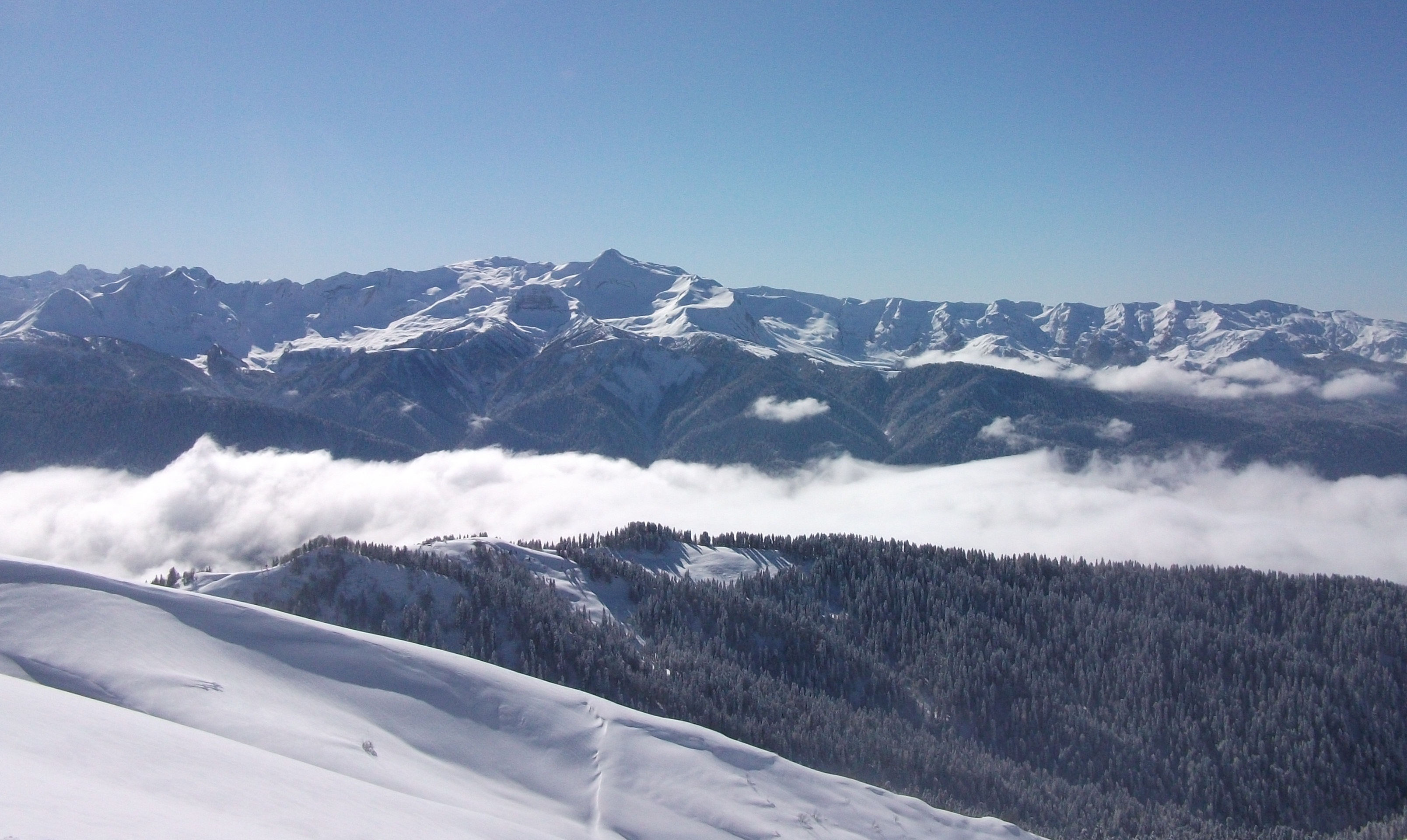
Blick auf das Arabika-Massiv vom Aibga-Berg aus

Das Arabika-Massiv ist ein eisig erodierter Karstausbruch des Gagra-Kamms in Abchasien in der Region des Westkaukasus bei der Stadt Gagra. Die höchste Erhebung beträgt hierbei genau 2661 Meter.
Das 13 km lange Massiv besteht aus Kalksteinen der unteren Kreidezeit und des oberen Jura, die kontinuierlich nach Südwesten in das Schwarze Meer abfallen und unter den Meeresspiegel abtauchen. Das Gebiet ist dicht von Nadel- und Mischwaldflächen bedeckt.
Im Arabika-Massiv gibt es eine Reihe bemerkenswerter Höhlen, Schluchten und Abgründe, darunter die Werjowkina-Höhle und die Woronja-Höhle, auch bekannt als Krubera-Höhle, die zu den tiefsten Höhlen der Welt gehören. Alexander Kruber war der Erste, der im Jahr 1909 die Höhle betrat und diese näher betrachtete.
Rebecca Felix zufolge deuten die hohen Kalksteinhöhlen des Arabika-Massivs auf die Möglichkeit erstaunlich tiefer Höhlen hin, welche die Länge des Massivs und die Erde unter seiner Basis durchbohren.